# Ciro in Babilonia
Ciro in Babilonia, ossia la caduta di Baldassare és una òpera en dos actes composta per Gioachino Rossini sobre un llibret italià de Francesco Aventi, basat en la Bíblia, concretament en el Llibre de Daniel cap. 5,1-30. S'estrenà al Teatro Comunale de Ferrara el 14 de març de 1812.
Aquesta és la cinquena òpera composta per Rossini i malgrat que la primera actuació no va tenir cap èxit i va ser recordada pel compositor com un fiasco, va ser replicada en diverses ciutats italianes fins al 1827. Representa un primer intent de Rossini per crear un treball espectacular, que requeria una quantiosa posada en escena; per aquests motius hagués tingut una estrena en data incerta en forma d'oratori. Després de molts anys d'abandó va ser reviscuda en l'Opera Giocosa de Savona el 1988.
Durant la Quaresma era costum que els teatres d'òpera italians tanquessin o posaven en escena obres sobre temes de la Bíblia. Ciro in Babilonia és una de les dues òperes de Quaresma de Rossini (juntament amb Mosè a Egitto) i es basa en la història bíblica de l'enderrocament del rei babilònic Baltasar pel governant persa Cir el Gran. Cir és presoner del Gran Rei que li vol prendre la seva dona. Resisteix i està a punt de pujar al cadafal, però per un sorprenent gir de la fortuna, serà alliberat i regnarà en lloc de Baltasar.

## Representacions
En forma de concert, l'estrena de l'obra al Regne Unit va tenir lloc el 30 de gener de 1823 al Theatre Royal Drury Lane de Londres. La quasi-òpera es va estrenar als Estats Units el 7 de juliol de 2012 al Caramoor Center for Music and the Arts com a part del Festival, protagonitzada per la contralt Ewa Podleś en el paper principal, el tenor Michael Spyres com a Baldassare i la soprano Jessica Pratt com a Amira, amb Will Crutchfield dirigint. Les actuacions amb els mateixos cantants principals es van repetir en una posada en escena més elaborada el 10 d'agost de 2012 al Festival Rossini de Pesaro.

## Rols
| Rol                                               | Tipus de veu | Estrena Cast, 14 (?) març de 1812 </br> (Conductor: -) |
| ------------------------------------------------- | ------------ | ------------------------------------------------------ |
| Baldassar, rei d'Assíria                          | tenor        | Eliodoro Bianchi                                       |
| Ciro, rei de Pèrsia                               | contralto    | Marietta Marcolini                                     |
| Amira, esposa de Ciro, empresonada per Baldassare | soprano      | Elisabetta Manfredini-Guarmani                         |
| Argene, confident d'Amira                         | mezzosoprano | Anna Savinelli                                         |
| Zambri, príncep babilònic                         | baix         | Giovanni Layner                                        |
| Arbace, capità de l'exèrcit de Baldassare         | tenor        | Francesco Savinelli                                    |
| Daniello, profeta                                 | baix         | Giovanni Fraschi                                       |

## Argument
Temps: 539 aC
Lloc: Babilònia

## Enregistraments
| Any  | Elenc: Baldassare, Ciro, Amira, Argene                                  | Director, Teatre d'òpera i orquestra | Segell                                                                           |
| ---- | ----------------------------------------------------------------------- | --- | -------------------------------------------------------------------------------- |
| 1988 | Ernesto Palacio, Caterina Calvi, Daniela Dessi, Oriana Ferraris         | Carlo Rizzi, Orchestra Sinfonica di Sanremo i Coro Francesco Cilea di Reggio (Enregistrament d'una actuació al Teatro Chiabrera, Savona, 30 d'octubre)            | Àudio CD: Hunt, Cat: 105; Arkadia, Cat: CDAK 105.2; Celestial Audio, Cat: CA 502 |
| 2004 | Riccardo Botta, Annarita Gemmabella, Luisa Islam-Ali-Zade, Maria Soulis | Antonino Fogliani, Württembergische Philharmonie Orchestra i ARS Brunensis Chamber Choir (Enregistrat en tres actuacions del Wildbad Festival, juliol)            | Àudio CD: Naxos Records Cat: 8.660203/4                                          |
| 2008 | Cyril Auvity, Nora Gubisch, Elena de la Merced, Sophie Daneman          | Jean-Claude Malgoire, La Grande Ecurie et La Chambre du Roy i Choeur de Chambre de Namur (Enregistrament d'un concert al Théâtre des Champs-Elysées, 12 de gener) | Àudio CD: Premiere Opera Cat: ??                                                 |
| 2012 | Michael Spyres, Ewa Podles, Jessica Pratt, Carmen Romeu                 | Will Crutchfield, Orchestra and Chorus del Teatro Comunale di Bologna, (Enregistrament d'una actuació al Rossini Festival a Pesaro, agost)                        | DVD: Opus Arte, Cat: OA1108D Blu-ray: Cat OABD7123D                              |

## Altres compositors
El compositor italià Pietro Raimondi (1786-1853) va escriure una òpera dedicada a aquest personatge.